# 五十嵐清 (政治家)
五十嵐 清（いがらし きよし、1969年（昭和44年）12月14日 - ）は、日本の政治家。自由民主党所属の衆議院議員（2期）、環境大臣政務官。元栃木県議会議員（5期）。

## 来歴
小山市出身。小山市立小山第一小学校、小山市立小山中学校、栃木県立石橋高等学校卒業。1993年、ボンド大学経営学部経営経済学科卒業。
その後、茂木敏充・佐藤勉・岩崎純三の各議員の秘書を約10年務める。
2003年、栃木県議会議員選挙（小山市選挙区）に立候補し初当選。その後5期連続当選し第105代栃木県議会議長を務める。
2021年6月、自民党栃木県連は公募を経て五十嵐を次期衆議院議員総選挙の栃木2区の候補予定者に決定。
同選挙区では西川公也の長男で栃木県議会議員の西川鎭央も出馬の意向を示し保守分裂選挙が取り沙汰されたが最終的に五十嵐を選挙区候補、西川を比例区候補とすることで調整された。
同年10月31日の投開票の結果、五十嵐は栃木2区で立憲民主党前職の福田昭夫に敗れたものの比例北関東ブロックで初当選。一方、西川鎭央は選挙区の重複立候補者より低い比例名簿34位であったため落選となった。
2024年9月12日、自民党総裁選挙が告示され、旧茂木派からは会長の茂木敏充と加藤勝信の2人が立候補した。石破茂、高市早苗、小泉進次郎の3人が競り合う構図が固まった終盤、麻生太郎は9月25日に茂木と「反石破」での連携を確認し、茂木派議員の一部も取り込んだ。9月27日総裁選執行。高市が得票数1位で決選投票へ進むも、岸田文雄首相の後押しを受けた石破に敗れた。五十嵐は1回目の投票では茂木に投じ、決選投票では高市に投じた。
同年10月27日の第50回衆議院議員総選挙では小選挙区で再び福田に敗れたものの、比例北関東ブロックで2選。

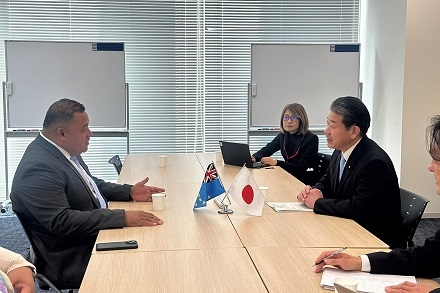
ツバルの内務気候変動環境大臣であるタリア（左）と会談する五十嵐（右）。2025年2月撮影。

同年11月13日、第2次石破内閣にて環境大臣政務官に就任。

## 所属団体・議員連盟
- 自民党たばこ議員連盟[15]
- 賃貸住宅対策議員連盟[16]
- 神道政治連盟国会議員懇談会[17]

## 選挙歴
| 当落 | 選挙                     | 執行日         | 年齢 | 選挙区               | 政党       | 得票数    | 得票率 | 定数 | 得票順位 /候補者数 | 政党内比例順位 /政党当選者数 |
| ---- | ------------------------ | -------------- | ---- | -------------------- | ---------- | --------- | ------ | ---- | ------------------ | ---------------------------- |
| 当   | 2003年栃木県議会議員選挙 | 2003年4月13日  | 33   | 小山市選挙区         | 無所属     | 1万3529票 |        | 5    | 2/7                | /                            |
| 当   | 2007年栃木県議会議員選挙 | 2007年4月8日   | 37   | 小山市・野木町選挙区 | 自由民主党 |           |        | 5    | /5                 | /                            |
| 当   | 2011年栃木県議会議員選挙 | 2011年4月10日  | 41   | 小山市・野木町選挙区 | 自由民主党 | 9143票    |        | 5    | 5/8                | /                            |
| 当   | 2015年栃木県議会議員選挙 | 2015年4月12日  | 45   | 小山市・野木町選挙区 | 自由民主党 | 1万47票   |        | 5    | 4/8                | /                            |
| 当   | 2019年栃木県議会議員選挙 | 2019年4月7日   | 49   | 小山市・野木町選挙区 | 自由民主党 | 1万2517票 |        | 5    | 2/6                | /                            |
| 比当 | 第49回衆議院議員総選挙   | 2021年10月31日 | 51   | 栃木県第2区          | 自由民主党 | 6万4253票 | 46.61% | 1    | 2/2                | 6/7                          |
| 比当 | 第50回衆議院議員総選挙   | 2024年10月27日 | 54   | 栃木県第2区          | 自由民主党 | 5万1955票 | 43.18% | 1    | 2/2                | 6/7                          |